# The Paramour Sessions
The Paramour Sessions – piąty album amerykańskiego zespołu Papa Roach. Wydany 12 września 2006 nakładem wytwórni Geffen Records.

## Lista utworów
1. „...To Be Loved” – 3:01
2. „Alive ('N Out Of Control)” – 3:22
3. „Crash” – 3:21
4. „The World Around You” – 4:35
5. „Forever” – 4:06
6. „I Devise My Own Demise” – 3:36
7. „Time Is Running Out” – 3:23
8. „What Do You Do?” – 4:22
9. „My Heart Is A Fist” – 4:58
10. „No More Secrets” – 3:15
11. „Reckless” – 3:34
12. „The Fire” – 3:29
13. „Roses On My Grave” – 3:13

Album zawiera bonus − „Scars” (live) pochodzące z powstałego w 2005 DVD „Live and Murderous in Chicago”, zaś utwór „SOS” znajduje się na wersji angielskiej i amerykańskiej. W Meksyku ukazała się hiszpańska wersja utworu „Scars” nazwaną „Heridas”, a płyta zakupiona na iTunes zawiera również „The Addict”.

## Twórcy
Źródło
- Jacoby Shaddix – śpiew
- Jerry Horton – gitara, wokal wspierający
- Tobin Esperance – gitara basowa, wokal wspierający
- Dave Buckner – perkusja, instrumenty perkusyjne